# Humanistická psychologie
Humanistická psychologie (někdy také třetí síla v psychologii) vznikla v roce 1962, kdy skupina psychologů založila Společnost pro humanistickou psychologii jako alternativu k psychoanalytickému a behaviorálnímu přístupu .
Humanistický směr si mnoho nezakládá na teoriích a je zaměřen ponejvíce terapeuticky (tedy léčebně), poradensky, či výchovně. Ve svém programu člověka nerozkládá, ale přistupuje k němu celostně (holisticky). Zajímá se o každodennost normálních lidí, řešení jejich problémů. Upozorňuje na jedinečnost každého z nás.
Humanistická psychologie je učení o osobnosti jako celku se zvláštním zájmem o hodnoty a morální dynamismy lidské aktivity. Nemá "jednoho vůdce", hlavními představiteli jsou Abraham H. Maslow a Carl R. Rogers.
Ovšem i další psychologové měli humanistický postoj, z řad psychoanalytiků lze jmenovat např. Carla Gustava Junga, Alfreda Adlera a Erika Eriksona, jejichž pohled se lišil od pohledu Sigmunda Freuda. Označení humanistický psycholog jistě přísluší i představiteli teorie rysů Gordonu Allportovi  a zakladateli existenciální analýzy Viktoru Franklovi.

## Čtyři principy
Společnost definovala své poslání čtyřmi principy:
1. studium prožívajícího jedince – fenomelogická analýza prožívání konkrétního člověka se stává podstatou psychologického přístupu k osobnosti. Člověk není pouze objektem studia, je nutné ho pochopit z jeho subjektivního hlediska, tudíž psycholog se musí stát partnerem.
2. zájem o vyšší lidské vlastnosti, k nimž patří svoboda volby, hodnocení, seberealizace, kreativita aj. Lidé nejsou jednoduše motivování primárními pudy (agrese, sex) anebo fyziologickými potřebami (hlad, žízeň), ale mají přirozenou potřebu rozvíjet své schopnosti.
3. zdůrazňování individuálního významu objektu místo zájmu o samotný objekt, i když to občas znamená použití méně přesné metody. Smysluplnost musí při výběru problému předcházet objektivitě.
4. primární zájem psychologa o hodnocení lidského bytí, zejména o důstojnost, plnost (naplněnost) existence a štěstí, resp. pohody člověka. Cílem je pochopit, nikoli určovat či kontrolovat chování lidí.